# Nycterephes
Nycterephes là một chi bướm đêm thuộc họ Geometridae.